# فلسطين في الألعاب الأولمبية الصيفية 2012
شاركت فلسطين في دورة ألعاب أولمبية صيفية 2012، لندن المملكة المتحدة، في الفترة من 27 يوليو - 12 أغسطس 2012. و دخلت ب 5 رياضي في 3 رياضة

## السباحة
| الحدث   | الاسم       | الوقت   |
| ------- | ----------- | ------- |
| 50م حرة | سابين حزبون | 28.28   |
| 400 حرة | أحمد جبريل  | 4:08.51 |

## مقالات ذات صلة
- الوطن العربي في الألعاب الأولمبية الصيفية 2012